# Асан (город)
Аса́н (кор. 아산시?, 牙山市?, Асан-си) — город в провинции Чхунчхон-Намдо, Южная Корея.

## История
В эпоху корейских протогосударств Самхан территория, на которой находится современный Асан, принадлежала племенному союзу Йомрогук. Позже, в эпоху государства Пэкче, здесь находился уезд Тханджон. После объединения Корейского полуострова под властью государства, известного как Объединённого Силла, статус Тханджона изменился с кун на чу, а затем, в эпоху династии Корё, здесь появилось сразу несколько населённых пунктов: Онсу, Инджу и Синчхан. Название «Асан» впервые появилось много позже, уже во времена династии Чосон — тогда территория была разделена на Онян, Асан и Синчхан. К концу XIX в. Асан представлял собой небольшой уездный городок, не имевший укреплений. Население уезда в основном занималось земледелием. Значительную часть городского населения составляли янбане.
В 1894 году в Асане размещались китайские войска генералов Е Чжичао и Не Шичэна, посланных в Корею для оказания помощи корейскому правительству в подавлении восстания тонхаков.
Асан получил статус уезда (кун) 1 марта 1914 года, а в 1995 году, после объединения Асана с Оняном, был образован город Асан.

## География
Асан расположен в северной части провинции Чхунчхон-Намдо. На востоке город граничит с Чхонаном, на юге — с Конджу, на западе — с Есаном и на севере — с Пхёнтхэком (провинция Кёнгидо). Ландшафт южной части города образован относительно высокими горами, такими как Очхисан. Северная часть более равнинная, ландшафт преимущественно холмистый. Через город протекает река Коккёчхон, которая начинается в восточной гористой части города и течёт на запад, образуя широкую долину между горами Квандоксан на юге и Йонъинсан на севере.
Климат города, как и всего региона, может быть охарактеризован как муссонный. Самый холодный месяц — декабрь (средняя температура −4,6 ℃), самый тёплый месяц — июль (средняя температура 25,2 ℃). Среднегодовое количество осадков — 1300 мм (большая часть осадков выпадает в период дождей с июня по сентябрь).

## Экономика
Асан — крупный промышленный центр. Здесь находится 14 промышленных комплексов, производящих автозапчасти, электронные компоненты и прочую продукцию. Практически все ведущие промышленные компании Южной Кореи, такие как Hyundai Motor и Samsung Electronics являются резидентами этих промышленных комплексов. Валовый региональный продукт Асана в 2005 году составил 9 458 трлн вон (около 9 млрд долларов США).

## Культура
В Асане расположен ряд заведений культуры, в частности, несколько библиотек, выставочных галерей, а также дом культуры.
Также здесь с 1961 года ежегодно проводится фестиваль Ли Сунсина 28 апреля (его день рождения). В программе фестиваля костюмированное шествие, конкурсы самодеятельности, выставки народного творчества.
Историческое культурное наследие Асана связано прежде всего с династией Чосон. В частности, здесь хранятся военные дневники Ли Сунсина, которые входят в список Национальных сокровищ Кореи.

## Туризм и достопримечательности
Исторические достопримечательности:
- Конфуцианский храм Хёнчхонса (XVIII век).[9]
- Буддийские храмы Понгокса, Сесимса и Инчхвиса.[10]
- Гробница воеводы Ли Сунсина.

Природные:
- Искусственное озеро Асанхо.[11]
- Горячие источники Оняна.[12]

## Символы
Как и другие города в Южной Корее, Асан имеет несколько символов:
- Дерево: гингко — символизирует стойкость духа и умение сопротивляться трудностям.
- Птица: голубь — символизирует прочный союз жителей города и их стремление быть всегда вместе.
- Цветок: магнолия — символизирует весеннее возрождение.
- Маскот: мальчик Полами, олицетворяющие смелость и творческую натуру жителей города.

## Известные жители
- Юн Бо Сон, бывший Президент Южной Кореи.                           *.    Чо Сын Хи-студент устроивший бойню в Виргинском университете 16 апреля 2007 года.